# Will Clark
Pour les articles homonymes, voir William Clark (homonymie) et Clark.
William Nuschler Clark, Jr. (né le 13 mars 1964 à La Nouvelle-Orléans, Louisiane, États-Unis) est un joueur de premier but étoile au baseball qui a joué dans les Ligues majeures de 1986 à 2000.
Surnommé Will The Thrill, Will Clark a évolué pour quatre équipes mais est surtout reconnu pour ses 8 saisons chez les Giants de San Francisco. Il a été sélectionné 6 fois pour le match des étoiles du baseball majeur, a remporté deux Bâtons d'argent et un Gant doré. Il présente une moyenne au bâton en carrière de ,303 avec 2 176 coups sûrs et a été nommé joueur par excellence de la Série de championnat 1989 de la Ligue nationale.

## Carrière
Will Clark est un choix de première ronde (deuxième joueur sélectionné au total) des Giants de San Francisco en 1985. Il joue son premier match dans les majeures le 8 avril 1986.
À sa deuxième saison complète en 1987, il frappe un sommet personnel de 35 coups de circuit et totalise 91 points produits. 
En 1988, il mène la Ligue nationale pour les points produits (109) et les buts-sur-balles obtenus (100).
En 1989, il mène la Ligue nationale avec 104 points marqués, prend le second rang avec sa meilleure moyenne au bâton en carrière (,333) et aide les Giants à remporter le championnat de la division Ouest, puis à atteindre la Série mondiale. Clark est nommé joueur par excellence de la Série de championnat de la Ligue nationale grâce à une spectaculaire moyenne au bâton de ,650 (13 coups sûrs en 22) et 8 points produits en 5 matchs contre les champions de l'Est, les Cubs de Chicago.
En 1991, il affiche la meilleure moyenne de puissance (,536) de la Nationale.
De 1988 à 1991, Clark produit respectivement 109, 111, 95 et 116 points. Il est sélectionné pour le match des étoiles au cours de cinq années consécutives (1988-1992), remporte le Bâton d'argent comme meilleur premier but offensif en 1989 et 1991 et le Gant doré comme meilleur premier but défensif en 1991.
En 1994, il signe comme agent libre avec les Rangers du Texas. Il obtient sa 6e sélection au match d'étoiles à sa première saison avec sa nouvelle équipe. Il produit au-dessus de 100 points à sa dernière année chez les Rangers en 1998.
Will Clark a maintenu une moyenne au bâton supérieure à ,300 au cours de 8 saisons complètes (4 chez les Giants et 4 chez les Rangers) ainsi qu'au cours de la saison 1999 où il n'a joué que 77 parties.
Diminué par les blessures en fin de carrière, il s'aligne avec les Orioles de Baltimore en 1999 et 2000, puis avec les Cardinals de Saint-Louis en 2000.
En 1976 parties jouées dans les majeures, Will Clark a maintenu une moyenne au bâton de ,303 avec 2176 coups sûrs, 284 coups de circuit, 1205 points produits et 1186 points marqués. Il a frappé pour ,333 avec 5 circuits et 16 points produits en 31 matchs éliminatoires, participant une fois à la Série mondiale dans une cause perdante avec les Giants.

## Après-carrière
De 2005 à 2008, Will Clark est consultant pour les Diamondbacks de l'Arizona et en 2009 il revient dans l'organisation des Giants de San Francisco dans des fonctions administratives.